# Элин Густавсдоттер
Элин Густавсдоттер Стуре (швед. Elin Gustavsdotter; ум. 1495) — шведская дворянка, супруга регента Эрика Аксельсона Тотта.

## Биография
Элин Густавсдоттер была дочерью дворянина Густава Альготссона из влиятельной семьи Стуре. Она вышла замуж за Эрика Аксельсона Тотта в сентябре 1466 года в рамках брачного союза, заключенного с целью укрепления позиций Аксельсона и поддержки среди шведской знати; в том же году шведская знать избрала его регентом.
В 1467 году ее супруг сложил с себя полномочия регента в пользу короля Карла VIII и стал губернатором восточных приграничных провинций Финляндии. У пары не было детей.